# Jiří Čermák
Jiří Čermák (12. ledna 1884 v Praze – 25. června 1955 v Praze) byl cestovatel, zeměpisec a kartograf. Autor horolezecké, legionářské a zeměpisné literatury.
Před první světovou válkou se věnoval horolezectví a stál u zrodu prvního českého horolezeckého spolku. Kromě hor také cestoval. Po absolvování vysokoškolských studií v Praze a Grenoblu se těsně před první světovou válkou zabýval geologii a paleontologií. První světová válka jej zavedla na srbskou frontu a do řad československých legií v Rusku. Po první světové válce se stal důstojníkem prvorepublikové československé armády a těsně před Mnichovem pak byl ustanoven velitelem Vojenského zeměpisného ústavu (VZÚ) v Praze. Tuto funkci zastával i během prvního roku protektorátu prakticky do svého zatčení na počátku února 1940. Spolu s několika klíčovými pracovníky z řad zaměstnanců ústavu se mu v tomto období podařilo před Němci zatajit strategicky důležité geografické materiály. V následném procesu byl za tyto činy obžalován, suspendován ze své funkce, odsouzen a uvězněn. Po skončení druhé světové války se v květnu 1945 nakrátko účastnil poválečné obnovy Vojenského zeměpisného ústavu, ale již v roce 1946 odešel z aktivní vojenské služby. Mezi světovými válkami byl členem mnoha československých vědeckých, badatelských, zeměpisných a geografických společností. V tomto svém zaměření pokračoval i po druhé světové válce prakticky až do svého skonu.

## Životopis
Jiří Čermák se narodil v Praze na Kampě v rodině spisovatele a úředníka pražské univerzitní knihovny Bohuslava Čermáka. Jako pětiletý (v roce 1889) se s rodiči přestěhoval na Smíchov.

### Jiří Čermák - horolezec a cestovatel
Jiří Čermák měl od mládí rád hory a podnikl řadu cest do evropských pohoří. Cílem jeho výprav byly často slovinské Julské Alpy. Tady jej zaujaly především masivy Triglavu (2864 m n. m.) (tam absolvoval několik prvovýstupů) a Razoru (2601 m n. m.).
Aby Slovinci zabránili poněmčování svých hor, ustavili roce 1893 v Ljublani spolek s názvem "Slovinsko Planinsko družstvo". Aktivity tohoto spolku sledovali v Praze podobně smýšlející "čeští alpisté", kteří v roce 1897 založili v Praze první český horolezecký spolek "Český odbor Slovinského planinského družstva". Záhy po ustavení tohoto Českého odboru (v roce 1898) začal vycházet časopis „Alpský věstník“ (vyšlo celkem 16 ročníků). Věstník informoval zájemce o všem, co se v Alpách dělo. Obsahoval mapy, fotogragfie a publikoval i vědecké práce s horolezeckou tematikou. Členové Českého odboru podnikali výpravy na území Slovinska do Julských Alp a Saviňských Alp. Do řad pražských alpistů patřil (kromě Jiřího Čermáka) i profesor MUDr. Karel Chodounský (* 1843 – 1931), Karel Hlava (* 1898 – 1943), Bohuslav Franta (* 1861 – 1929), geograf Viktor Dvorský (* 1882 – 1960), Vladimír Růžička a další. Alpisté vydávali literaturu propagující slovinské Alpy a budovali tam horské chaty a stezky. Mnozí z nich mají na svých horolezeckých "kontech" i řadu českých prvovýstupů.
Jiří Čermák se podílel (spolu s Viktorem Dvorským) na vydávání "Alpského věstníku". Také spolupracoval na průvodcích "Slovinské Alpy" (1910) a "Moře Adriatické" (1911).
Kromě hor cestoval Jiří Čermák také po Dalmácii, Černé Hoře a před začátkem první světové války navštívil i Albánii.

### Studia
Po absolvování gymnázia (v Praze) pokračoval Jiří Čermák ve studiu na Filozofické fakultě Univerzity Karlovy v Praze. Studoval historii a zeměpis a k těmto oborům přibral i geologii. V letech 1907/1908 získal Jiří Čermák titul PhDr. (doktor filozofie) disertační prací "Skupina Razorská". V letech 1910 – 1911 pak Čermák pokračoval ve studiích ve Francii na univerzitě v Grenoblu. Tam studoval u francouzského geografa Raoula Blancharda (* 4. září 1877 – 24. března 1965), který na univerzitě v Grenoblu přednášel od roku 1906 a věnoval se výzkumu geografie Alp a geografii kanadského Québecu. V Grenoblu Jiří Čermák také studoval u profesora Wilfrida Kiliana (* 1862 – 1925), který byl původně alsaský geolog a na univerzitě měl pověst předního odborníka na alpskou geologii.

### Další působení ve vlasti
Po návratu do Čech se Jiří Čermák stal asistentem v geologickém ústavu pražské univerzity a připravoval se k habilitaci. V letech 1912 – 1913 působil Jiří Čermák u českého geologa a paleontologa profesora Filipa Počty 

### Názorová orientace a autority
Názorově se Jiří Čermák hlásil (obdobně jako např. cestovatel a geograf profesor PhDr. Jiří V. Daneš) k dílu amerického geografa, geologa, geomorfologa a meteorologa Williama Morrise Davise.  Jiří Čermák navázal ale též na topograficko – orografické dílo českého geologa a pedagoga Jana Krejčího.  Jiří Čermák též blízce spolupracoval se svým přítelem a vrstevníkem českým geologem, pedagogem a báňským odborníkem profesorem PhDr. Radimem Kettnerem.

### První světová válka
Po vypuknutí první světové války byl v létě roku 1914 Jiří Čermák povolán (jako záložní poručík rakousko-uherské armády) na srbskou frontu. Po zranění, které zde utrpěl byl převelen na ruskou frontu. Tady v Haliči u Tarnopole v roce 1915 byl zajat.  Po vstupu do československých legií s nimi absolvoval bojové nasazení v Dobrudži, důstojnické školení v Bělgorodu a v hodnosti důstojníka 7. (Tatranského) pluku pak s československými legiemi prošel celou sibiřskou anabázi.  Do Československa se Jiří Čermák vrátil přes Kanadu v červenci roku 1920.

### Po návratu z Ruska
Po skončení první světové války a návratu do vlasti se PhDr. Jiří Čermák stal vojákem z povolání (od roku 1923 v hodnosti plukovníka) u prvorepublikové československé armády a nastoupil službu ve Vojenském zeměpisném ústavu (VZÚ) v Praze.

### Jiné aktivity před druhou světovou válkou
V roce 1926 byl PhDr. Jiří Čermák zvolen za předsedu Vojenského ústavu vědeckého. Různé funkce také vykonával v Československé společnosti zeměpisné, Masarykově akademii práce a v Československé národní radě badatelské. Byl rovněž členem Československého národního komitétu geografického.

### Jiří Čermák ve VZÚ

#### V letech 1920 až 1938
Od roku 1920 byl PhDr. Jiří Čermák zařazen jako důstojník (a později přednosta popisného odboru) k VZÚ. V následujících letech (1925 – 1934) byl přednostou odboru pro popis a statistiku válečných jevišť (později – po roce 1933 – to byl tzv. popisný odbor) Od roku 1932 vykonával funkci zástupce náčelníka VZÚ. Dne 24. března 1937 byl plukovník zeměpisné služby PhDr. Jiří Čermák ustanoven velitelem Vojenského zeměpisného ústavu. Asi 20 měsíců poté (od 30. listopadu 1938) byl jeho zástupcem (na funkci zástupce velitele VZÚ) jmenován i plukovník generálního štábu Josef Churavý.
Maximálního "výkonu" dosahoval VZÚ v roce 1937, ale v roce 1938 – po mnichovském diktátu – se musel VZÚ zaměřit na úkoly mobilizačního charakteru. Pod řízením plukovníka zeměpisné služby PhDr. Jiřího Čermáka bylo vytvořeno velitelství válečného vyměřování, byly stanovené polní i teritoriální jednotky a orgány. Zároveň byly aktivovány sklady map a početní stavy VZÚ byly doplněny na válečné počty. Aktuální vojensko-politická situace roku 1938 si vyžádala i vyhotovení bezpečnostních kopií a vybudování bezpečnostního archivu jakož i preventivní skartaci vybraných písemností.

#### V letech 1939 až 1940
Dne 15. března 1939 byl Vojenský zeměpisný ústav (VZÚ) obsazen německou armádou a později (18. dubna 1939) jej protektorátní vláda převedla pod ministerstvo vnitra (MV) a přejmenovala jej na Zeměpisný ústav ministerstva vnitra (ZÚMV). Jiří Čermák vykonával dále funkci velitele VZÚ/ZÚMV i po 18. dubnu 1939. Josef Churavý byl převeden na pozici odborového rady ministerstva vnitra a spolu s Jiřím Čermákem i on vykonával dále svoji funkci zástupce velitele VZÚ/ZÚMV.
Aby se nacistům nedostal do rukou výsledek dvacetileté práce VZÚ, jehož by mohlo být zneužito, již od podzimu roku 1938 (na příkaz Josefa Churavého) zhotovovali a ukrývali odvážní příslušníci VZÚ kopie a duplikáty geodetických a kartografických podkladů a map.
Přílišná "chudost" inventáře tak velkého ústavu, jakým byl VZÚ/ZÚMV neušla pozornosti Říšského zeměměřičského úřadu (Reichsamt für Landesaufnahme (RfL)), jehož zástupce – říšský Němec a vysoký úředník RfL – Dipl. Ing. F. Seidel byl pověřen Němci dozorčí správou nad VZÚ/ZÚMV. Na konci ledna 1940 Dipl. Ing. F. Seidel odjel do Bratislavy, aby jednal se Slováky o jejich nároku na část výzbroje VZÚ/ZÚMV. (Slovenská republika byla vyhlášena už 14. března 1939 a 1. září 1939 si ustavila svůj Vojenský zeměpisný ústav, jenž si nárokoval na pražském VZÚ/ZÚMV mapový a měřičský materiál pro území "slovenského štátu".) Při tomto jednání Dipl. Ing. F. Seidel bezpečně zjistil, že mnohé přístroje ve VZÚ/ZÚMV chybí.
Dne 6. února 1940 bylo zahájeno rozsáhlé zatýkání zaměstnanců (bývalých důstojníků) VZÚ/ZÚMV. Díky včasnému varování reagoval na nebezpečí zatčení plukovník generálního štábu Josef Churavý okamžitým odchodem do ilegality. Zatčení se sice vyhnul, ale odsouzení k trestu smrti v nepřítomnosti nikoliv. Velitel VZÚ/ZÚMV plukovník zeměpisné služby PhDr. Jiří Čermák byl (v souvislosti se zatajováním geodetického a kartografického materiálu) rovněž 6. února 1940 zatčen gestapem, uvězněn, suspendován z velení ústavu a postaven před německý vojenský válečný soud v Praze na Hradčanech. V následném procesu (datovaném k 9. dubnu 1940) bylo obžalováno celkem 9 osob z VZÚ/ZÚMV včetně velitele VZÚ/ZÚMV plukovníka zeměpisné služby PhDr. Jiřího Čermáka, který byl za napomáhání odsouzen k šesti měsíců věznění. 

#### V roce 1945
Velení VZÚ se plukovník zeměpisné služby PhDr. Jiří Čermák opět ujal ve svých 61 letech těsně před koncem druhé světové války (od 6. května 1945) a nakrátko tak (jen do 31. května 1945) stál u "startu poválečné obnovy" VZÚ. Pozici prvního poválečného velitele VZÚ opustil Jiří Čermák ze zdravotních důvodů (byl přeložen do zálohy a v roce 1946 odešel do výslužby). Ve svých vzpomínkách uvedl:
"Když po 5. květnu 1945 jsem nastoupil v bývalém, nyní obnoveném Vojenském zeměpisném ústavu zase jako velitel, byl jsem zoufalý nad stavem, v jakém okupanti tento kdysi krásný a dobře vybavený ústav zanechali."
Jiří Čermák, Vzpomínky, 
I když byly části ukrytého geodetického a kartografického materiálu vyvezeného z VZÚ/ZÚMV nedůslednou konspirací nakonec německými orgány objeveny, ukrytí těchto materiálů a jejich duplikátů umožnilo (po skončení druhé světové války) a osvobození v květnu 1945 rychlou obnovu činnosti a produkce vojenské zeměpisné služby. K této problematice ve svých vzpomínkách Jiří Čermák uvedl:
"Když po 5. květnu 1945 jsem nastoupil v obnoveném VZÚ zase jako jeho velitel, byl jsem neobyčejně mile překvapen skutečností, že reprodukční možnosti ke všem vojenským mapám jsou plně dány, ačkoliv nesmělo zde zůstat nic."
Jiří Čermák, Vzpomínky, 

### Jiné aktivity po druhé světové válce
Po druhé světové válce ještě pracoval v Kabinetu historické geografie ČSAV a po roce 1952 byl PhDr. Jiří Čermák zvolen předsedou zeměpisné komise Československé akademie věd. Až do smrti v roce 1955 vedl redakční radu Sborníku Československé společnosti zeměpisné.

### Řády a vyznamenání
Jiří Čermák byl nositelem řady domácích (např. Československý válečný kříž) i zahraničních (např. Řád svatého Sávy) vyznamenání.

## Dílo
PhDr. Jiří Čermák byl autorem mnoha prací z různých oborů zeměpisu. Soustřeďoval se zejména na geomorfologii rozsáhlého pohoří Alp a Balkánského poloostrova. Po první světové válce zpracoval pro potřeby nového Československa Průměrné nadmořské výšky soudních okresů v Čechách (z roku 1921) a pro účely vojenské pak Rozdělení tvarů terénu (z roku 1926). Vojenskému zeměpisu věnoval mnoho prací drobnějšího rozsahu. Totéž možno uvést i o jeho přínosu ke glaciologii. V menší míře se věnoval i studiu krasu. Pro Illustrovaný zeměpis všech dílů světa: rukověť zeměpisu všeobecného a zvláštního (oblastního), který poprvé vyšel v roce 1911 (a opakovaně byl pak vydáván i v letech 1923 – 1925 a následně před druhou světovou válkou v letech 1935 – 1938 aby opětně vyšel i po druhé světové válce v roce 1949) zpracoval PhDr. Jiří Čermák některé kapitoly, mimo jiné o východní Evropě, Asii, Austrálii a Oceánii. Svým dílem tak Jiří Čermák přispěl nejen do dějin geografie, ale i do vojenské historie. Zde je nutno jmenovat především jeho dvě díla týkající se historie první světové války: Věrnost za věrnost: Vzpomínky z účasti Čechů v bojích srbské divise v Dobrudži roku 1916 (vydané celkem třikrát a to po první světové válce v letech 1920, 1921 a 1922) a Boje pod Bachmačem a ústup z Ukrajiny r. 1918: Podle hlášení, uložených v archivu legií (z roku 1923).

## Dílo (jen výběr, chronologicky)
- Čermák, Jiří et al. Hory. Praha: Laichter, 1907. 188 s. Žeň z literatur; sv. 15.[18][4]
- Čermák, Jiří et al. Illustrovaný zeměpis všech dílů světa: rukověť zeměpisu všeobecného a zvláštního (oblastního). V Praze: Zemský Ústřední Spolek Jednot Učitelských v král. Českém, 1911. XVIII, 1170 s.
- Čermák, Jiří. Věrnost za věrnost: Vzpomínky z účasti Čechů v bojích srbské divise v Dobrudži roku 1916. Karlín: Vesmír, 1920. 62 s.[19][4]
- Čermák, Jiří. Boje pod Bachmačem a ústup z Ukrajiny r. 1918: Podle hlášení, uložených v archivu legií. Praha: Památník odboje, 1923. 124 s. Knihovna Památníku odboje; Sv. 30.
- Čermák, Jiří. Člověk a hory. V Praze: Česká grafická unie, 1923. 119 s. Země a lidé; Sv. 48.
- Čermák, Jiří. Naši v srbské armádě. Praha: Památník odboje, 1924. 51 s. Cyklus přednášek o našem národním osvobození; přednáška 12
- Čermák, Jiří. Desáté výročí bojů v Dobrudži. Praha: Legie, 1926. 15 s. Legionářská knihovna; 1.[17]

## Dovětek
V roce 1934 došlo ke změnám ve velení Vojenské zeměpisné služby a VZÚ. Dlouholetý velitel brigádní generál Karel Rausch odešel do důchodu a velení převzal (od 1. dubna 1934) brigádní generál PhDr. Antonín Basl, který dosud (od 30. září 1932 do 31. března 1934) zastával funkci zástupce velitele. Po jeho onemocnění a náhlém úmrtí v roce 1937 byl velitelem Vojenské zeměpisné služby a VZÚ ustanoven plukovník zeměpisné služby PhDr. Jiří Čermák.
| Velitelé Vojenského zeměpisného ústavu                                            | Velitelé Vojenského zeměpisného ústavu                                                                                       | Velitelé Vojenského zeměpisného ústavu                                                  |
| --------------------------------------------------------------------------------- | --- | --------------------------------------------------------------------------------------- |
| Předchůdce: (1. dubna 1934 - 23. března 1937) brigádní generál PhDr. Antonín Basl | (24. března 1937 – 6. února 1940), po válce: (6. května 1945 - 31. května 1945) plukovník zeměpisné služby PhDr. Jiří Čermák | Nástupce: (1. června 1945 - 15. dubna 1948) plukovník generálního štábu Bohumír Kobliha |